# Hannes Sigurðsson
Hannes Þorsteinn Sigurðsson (* 10. April 1983 in Reykjavík) ist ein ehemaliger isländischer Fußballspieler und jetziger Fußballtrainer.

## Karriere
Der 1,89 große Stürmer Hannes Sigurðsson begann seine Karriere im Jahr 2000 beim isländischen Verein FH Hafnarfjörður. Von 2002 bis 2005 stand er in Norwegen bei Viking Stavanger unter Vertrag. Nach 65 Ligaspielen (15 Tore) wechselte er 2005 zum englischen Verein Stoke City, bei dem er für zwei Spielzeiten unter Vertrag stand. Seine nächste Station war der dänische Verein Brøndby IF. 2007 kehrte er zurück zu Viking Stavanger und unterschrieb 2008 einen Vertrag bis 2010 beim schwedischen Verein GIF Sundsvall. Nach drei Jahren kehrte er für eine Saison zum isländischen Verein FH Hafnarfjörður zurück; er absolvierte zwölf Ligaspiele und erzielte drei Tore. Seine nächste Station war der russische Verein Spartak Naltschik, für den er in der Saison 2011/12 sechs Ligaspiele absolvierte. 2012 unterzeichnete er einen Vertrag beim kasachischen Verein FK Atyrau (15 Ligaspiele, drei Tore). Nach der Spielzeit wechselte er zum schwedischen Verein Mjällby AIF. Vor der Saison 2013/14 wechselte er zum österreichischen Verein SV Grödig, 2014 zum norwegischen Verein Sandnes Ulf. Ab Februar 2015 spielte er für den deutschen Drittligisten SSV Jahn Regensburg. Am Saisonende 2014/15 verließ Hannes Sigurðsson den Verein wieder.
Hannes Sigurðsson nahm mit der isländischen U-21 an 14 Spielen teil und schoss sieben Tore. Von 2005 bis 2008 bestritt er 13 Länderspiele für die isländischen Fußballnationalmannschaft und erzielte ein Tor.
Nach dem Ende seiner aktiven Karriere übernahm Hannes Sigurðsson 2018 das Traineramt beim FC Deisenhofen, mit dem er auf Anhieb von der Landesliga Südost in die fünftklassige Bayernliga Süd aufstieg.
Zur Saison 22/23 wechselt er zu Wacker Burghausen in die Regionalliga Bayern, sein Vertrag läuft bis 2024.